# Amtmandsboligen i Hjørring
Amtmandsboligen i Hjørring är det tidigare landshövdingsresidenset i Hjørring.
Amtmandsboligen ligger på Amtmandstoften i Hjørring och uppfördes 1910 i nybarock stil efter ritningar av Hack Kampmann. Det byggdes för att ersätta ett tidigare residens, vilket revs i samband med att en ny gata anlades mellan Østergade och Hjørrings bangård.
Den har varit byggnadsminne sedan 2010. Amtmandsboligen är byggd i rött tegel med två flyglar och en flygel för tjänstefolk mot öster. Kort därefter tillbyggdes den med en kontorsflygel mot väster. Den stora trädgården anlades på 1820-talet av "amtsforvalter" Ludvig Christian Brinck-Seidelin (1787–1865). Över entrén ses inskriptionen Dominus mihi adjutor ("Herren är min hjälpare").
Framför Amtmandsboligen finns sedan 1951 bronsskulpturen Tyrebrønden av Jan Buhl (född 1919).
I samband med rättsreformen 2003 förlades rättsavdelningen i domstols- och polishuset vid Jernbanegade, som byggts 1919–1920 efter ritningar av Sylvius Knutzen, medan andra kontorsfunktioner placerades i byggnaden på Amtmandstoften. Det fanns en domsal på Jernbanegade och två i Amtmandsboligen. Därefter flyttades kontoren efter rättsreformen år 2007 i sin helhet och Amtmandsboligen såldes 2009. Fastigheten ägs sedan 2011 av Realdania.